# Willem Maduro
Willem Maduro – judoka z Antyli Holenderskich. uczestnik igrzysk olimpijskich w 1976 w Montrealu.
Startował na igrzyskach w wadze półciężkiej. Przegrał pierwszą walkę i odpadł z turnieju.

## Letnie Igrzyska Olimpijskie 1976
| Konkurencja | Eliminacje         | Klas. końcowa |
| Konkurencja | Przeciwnik I       | Miejsce       |
| ----------- | ------------------ | ------------- |
| 93 kg       | Cho Jea-ki (KOR) P | 18.           |